# Lubuk Tanjung (Lubuk Linggau Barat I)
Lubuk Tanjung is een bestuurslaag in het regentschap Lubuklinggau van de provincie Zuid-Sumatra, Indonesië. Lubuk Tanjung telt 3275 inwoners (volkstelling 2010).